# Y Ophiuchi
Y Ophiuchi är en pulserande variabel  av Delta Cephei-typ (DCEP) i stjärnbilden Ormbäraren. 
Stjärnan varierar mellan visuell magnitud +5,87 och 6,34 med en period av 17,125 dygn.